# Parafia św. Jerzego w Jasienicy
Parafia pod wezwaniem Świętego Jerzego w Jasienicy – parafia rzymskokatolicka znajdująca się w Jasienicy. Należy do dekanatu Jasienica diecezji bielsko-żywieckiej.

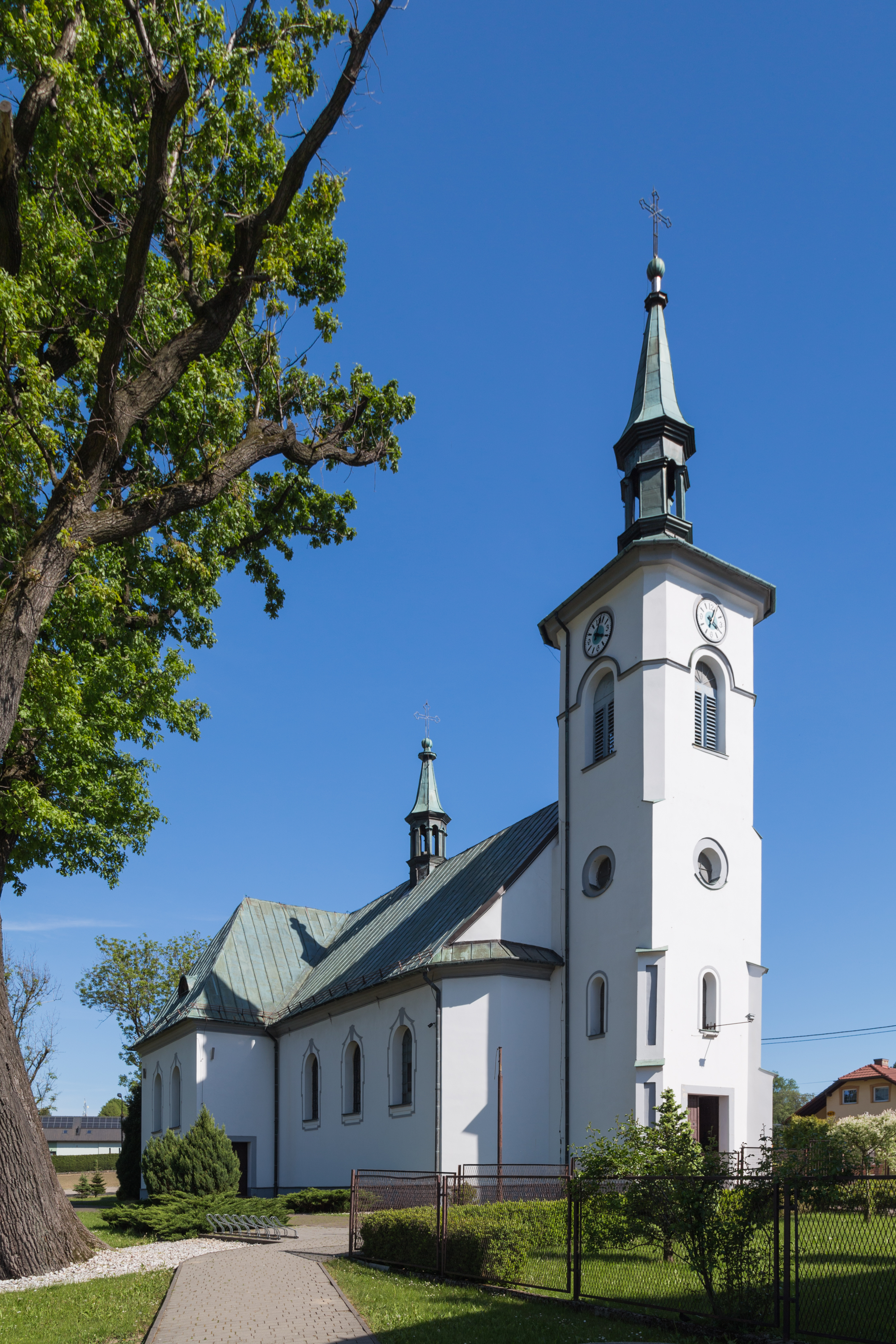
kościół parafialny

## Historia
W sprawozdaniu z poboru świętopietrza z 1335 w diecezji wrocławskiej na rzecz Stolicy Świętej sporządzonego przez nuncjusza papieskiego Galharda z Cahors wśród 10 parafii archiprezbiteratu w Cieszynie wymieniona jest parafia w miejscowości Hankendorf, którą można teoretycznie identyfikować z miejscowością Heyczendorff, a więc Heinzendorf, czyli niemiecką nazwą Jasienicy, wymienioną w podobnym sprawozdaniu Mikołaja Wolffa z 1447. Tak więc założenie miejscowej parafii pw. św. Jerzego Męczennika można przypisać na początek XIV wieku. Na podstawie wysokości opłaty w owym sprawozdaniu liczbę ówczesnych parafian (we wszystkich podległych wioskach) oszacowano na 225.
1 stycznia 2015 parafię przeniesiono ze zlikwidowanego dekanatu Bielsko-Biała IV do nowo powstałego dekanatu Jasienica.